# Перерослівська сільська рада
50°7′48″ пн. ш. 26°23′12″ сх. д. / 50.13000° пн. ш. 26.38667° сх. д.

Перерослівська сільська́ ра́да — колишній орган місцевого самоврядування, територія якого належала до складу ліквідованого Білогірського району Хмельницької області, Україна. Центром сільради є село Переросле. Рада утворена у 1921 році. 2020 року приєднана до складу Білогірської селищної громади.

## Основні дані
Сільська рада розташована у північній частині Білогірського району, на північ від районного центру Білогір'я, на кордоні із Ізяславським районом.
Населення сільської ради становить — 1 013 осіб (2001). Загальна площа населених пунктів — 5,31 км², сільської ради, в цілому — 24,15 км². Середня щільність населення — 41,95 осіб/км².

### Населення
Зміна чисельності населення за даними переписів і щорічних оцінок:
| Роки      | 1986  | 2001   | 2010 | 2011 |
| --------- | ----- | ------ | ---- | ---- |
| Населення | 1 210 | ▼1 013 | ▼859 | ▼838 |

## Історія
Перші археологічні знахідки на території сільської ради належать до епохи бронзи. Зокрема поблизу села Переросле зафіксовані курганні поховання так званої культури шнурової кераміки. Перша письмова згадка про саме село датується 1602 роком, яке згадується у листуванні між Янушем та Олександром Острозькими. Село Червоне засноване у 1929 році вихідцями із села Переросле. Перша згадка про село Козин зустрічається у XVI столітті.

## Адміністративний поділ
Перерослівській сільській раді підпорядковується 3 населені пункти, села:
- Переросле
- Козин
- Червоне

## Господарська діяльність
Основним видом господарської діяльності населених пунктів сільської ради є сільськогосподарське виробництво. Воно складається із фермерських (одноосібних) та індивідуальних присадибних селянських господарств. Основним видом сільськогосподарської діяльності є вирощування зернових (пшениця, ячмінь, жито, кукурудза) та технічних культур; допоміжним — вирощування овочевих культур та виробництво м'ясо-молочної продукції.
На території сільради працює три магазини, загальноосвітні школи: I–III ст. та I ст., дитячий садок, сільський клуб, амбулаторія, фельдшерсько-акушерський пункт (ФАП), поштове відділення, газопровід (11,7 км), водогін (3,2 км).
На території сільради діє православна «Свято-троїцька церква» Української православної церкви.

## Автошляхи та залізниці
Протяжність комунальних автомобільних шляхів становить 12,67 км, з них:
- із твердим покриттям — 8,9 км;
- із ґрунтовим покриттям — 3,77 км.

Найближча залізнична станція: Суховоля (смт Білогір'я), розташована на залізничній лінії Шепетівка-Подільська — Тернопіль.

## Річки
Територією сільської ради розташована на вододілі правих приток річки Вілія та лівих приток самої річки Горині.